# (10502) Armaghobs
(10502) Armaghobs (1987 QF6) – planetoida z grupy przecinających orbitę Marsa okrążająca Słońce w ciągu 3,51 lat w średniej odległości 2,31 j.a. Odkryta 22 sierpnia 1987 roku.